# آل سعید (قایق بادبانی)
ال سید (قایق بادبانی) (به انگلیسی: Al Said (yacht)) یک کشتی است که طول آن ۱۵۵٫۰۰ متر (۵۰۸٫۵۳ فوت) می‌باشد. این کشتی در سال ۲۰۰۷ ساخته شد.